# 74 Aquarii
74 Aquarii è un sistema stellare di magnitudine 5,78 situata nella costellazione dell'Aquario. Dista circa 815 anni luce dal sistema solare.

## Osservazione
Si tratta di una stella situata nell'emisfero celeste australe; grazie alla sua posizione non fortemente australe, può essere osservata dalla gran parte delle regioni della Terra, sebbene gli osservatori dell'emisfero sud siano più avvantaggiati. Nei pressi dell'Antartide appare circumpolare, mentre resta sempre invisibile solo in prossimità del circolo polare artico. La sua magnitudine pari a 5,8 la pone al limite della visibilità ad occhio nudo, pertanto per essere osservata senza l'ausilio di strumenti occorre un cielo limpido e possibilmente senza Luna.
Il periodo migliore per la sua osservazione nel cielo serale ricade nei mesi compresi fra fine agosto e dicembre; da entrambi gli emisferi il periodo di visibilità rimane indicativamente lo stesso, grazie alla posizione della stella non lontana dall'equatore celeste.

## Sistema stellare
74 Aquarii è un sistema stellare formato da tre componenti. La componente principale A è una binaria spettroscopica con le due componenti che ruotano attorno al comune centro di massa in appena 3,4 giorni. 
A meno di un secondo d'arco dalla coppia stretta c'è un'altra stella che orbita attorno al baricentro del sistema in 9,5 anni. Nel 2010 la separazione angolare era di 0,069 secondi d'arco, e questo comporta una distanza reale dalla coppia principale di 13,9 ± 2,4 UA. Tutte e 3 le stelle sono più massicce del Sole: Catanzaro & Leto nel 2004 hanno stimato le loro masse rispettivamente in 1,7 e 1,4 M⊙, mentre nel 2017 Tokovinin stima una massa totale per la coppia AB di 2,62 masse solari, e di 2,29 M⊙ quella di C.
È classificata anche come variabile Alpha2 Canum Venaticorum.